# Ait Yafelman
Els Ait Yafelman (amazic: ⴰⵢⵜ ⵢⴰⴼⴻⵍⵎⴰⵏ) són una gran confederació tribal amaziga de l'est de l'Alt Atles del Marroc, amb capital a Imilchil. Es componen de quatre tribus: Aït Hdiddou, Aït Merghad, Aït Izdeg i Aït Yahia. Aquestes tribus van crear l'aliança en el segle xvii per contrarestar l'expansió dels seus veïns Aït Atta. Els Ait Yafelman parlen tamazight del Marroc Central.

## Història
Els Ait Yafelman van viure abans del segle xvi al sud de l'Alt Atles Oriental, al Todgha, els Ghriss, el Dades, l'Imedghass i les altes gorges del Ziz. Els Ait Izdeg, Ait Merghad, Ait Hdidou i els Ait Yahya signaren en 1645-1646, a la Zawiya d'Assoul, un pacte de la confederació Ait Yafelman. Es tractava d'un conveni pel qual les tribus van donar protecció als descendents xorfes Assoul de Sidi Bouyaacoub. Aquest document, segons Laarbi Mezzine dona als Ait Hdiddou la direcció de les tribus d'aquesta confederació.
Des del segle xvi van superar les passades de Jbel El Ayachi i Jbel Maaskar per ocupar la vasta terra en la que viuen en l'actualitat, i M. Peyron els limita així: "la totalitat de l'Alt Atles entre Tounfite, Midelt i Tizi N'Telghoumt al Nord, i Msemrir, Guelmim, Errachidia i Boudnib al sud, i la vall de l'Oued Ait Aissa com la línia més allunyada de la seva difusió cap a l'Est, i la part superior Oued el Abid, l'Assif Melloul i Dadès a l'Oest.
Per tant, aquest vast territori estava en contacte directe amb aquestes tribus:
- Aït Atta al sud-oest,
- Ait Soukhman l'Oest,
- Ait Myeld al Nord,
- Ait Youssi i Ait El Haj al nord-est, i
- Ait Saghrouchen a l'Est.

El país en què viuen els Yafelmans és una zona muntanyosa on el Jbel El Ayachi s'eleva a 3737 metres.
Després de l'entrada de les tropes colonials a Tounfit mil combatents Ait Sidi Yahya Ou Youssef, Ait Sidi Ali, Ichequiren, Ait Ihand, Ait Amer, Ait Sidi Hsain (Aghbala), Ait Hnini (Tikajouine), Ait Hamou les Ait Icha, Ait Yahya, Ait Soukhmane i Ait Hdidou conduïts pel morabit Sidi el Mekki Amhaouch es desplega en el flanc occidental de Jebel Tazigzaout (tin tzizawt) a finals d'agost de 1932 en una zona boscosa de cedres. Els combats violents tindrien una durada de tres setmanes i l'heroica resistència dels rebels amazics va cessar el 13 de setembre de 1932 després de la batalla de Tazizaoute amb la rendició de Sidi El Mekki. Sembla que les tropes colonials es beneficiaren de les seves baralles amb les tribus rivals "de la plana".